# 沢田茂
沢田 茂（さわだ しげる、1887年（明治20年）3月29日 - 1980年（昭和55年）12月1日）は、日本陸軍の軍人。最終階級は陸軍中将。

## 経歴
高知県高知郡鴨部村（現・高知市鴨部町）出身。農業・沢田栄之助の三男として生まれる。兄弟四人のうち、長男を除く三兄弟が陸軍将校となった。高知県立海南中学校、広島陸軍地方幼年学校を経て、1905年（明治38年）11月15日、陸軍士官学校（第18期）を卒業。翌年6月26日、砲兵少尉に任官し野戦砲兵第16連隊付となる。野戦砲兵第22連隊付などを経て、1910年（明治43年）11月26日、陸軍砲工学校高等科を卒業。1914年（大正3年）11月27日、陸軍大学校（第26期）を卒業した。翌年8月10日から参謀本部第四部内国戦史課に勤務、以来2年半、日露戦史と戦術の研究に没頭した。
1918年（大正7年）1月、シベリア出兵準備のために、参謀本部第四課ロシア班に引き拔かれた。出兵後も参謀本部員、浦塩派遣軍司令部付（オムスク機関）、ウラジオ機関付、浦塩派遣軍参謀などを務めた。早期撤兵推動の途中、A型パラチフスを得て1921年（大正10年）2月に帰還した。沢田は陸軍士官学校までフランス語、陸軍大学校ではロシア語を学んだが、シベリア出兵の経験から、以後はソ連通とした、しばしば対ソ関係業務に携わることとなった。
1922年（大正11年）2月8日、砲兵少佐に昇進。同年11月6日、ギリシャ公使館付武官となった。野砲兵第22連隊付、同連隊大隊長などを経て、1925年（大正14年）12月から翌年11月まで、陸大専攻科学生として学んだ。1926年（大正15年）8月6日、任砲兵中佐、同年12月10日に陸大兵学教官、1928年（昭和3年）11月22日ハルビン特務機関長などを歴任し、1930年（昭和5年）8月1日、砲兵大佐に進級。野戦砲兵第24連隊長、陸大教官、近衛師団参謀長などを経て、1935年（昭和10年）3月15日、陸軍少将に進んだ、叙正五位。
野戦重砲兵第1旅団長、ポーランド公使館付武官を経て、1938年（昭和13年）3月1日、陸軍中将に昇進し参謀本部付となる。同年7月15日、第4師団長に親補され満州チャムスに駐屯。1939年（昭和14年）10月2日、参謀次長に就任、ノモンハン事件および仏印進駐の後始末と責任処置を尽力。1940年（昭和15年）11月15日参謀本部付、次長職を塚田攻中将に讓る、同年12月2日、第13軍司令官となり太平洋戦争を迎え、中国戦線で活動。1942年（昭和17年）10月8日、参謀本部付となり、翌月16日予備役に編入された。1943年（昭和18年）4月1日、参謀本部嘱託（軍事研究会）となり、同年12月に召集され参謀本部付となり、引き続き軍事研究会の担当となる。
敗戦後、1945年（昭和20年）10月に召集解除となった。同月25日、第13軍司令官時代に起こったドゥリットル空襲のアメリカ軍飛行隊員捕虜処刑問題に連座し、戦犯容疑で逮捕された。1946年（昭和21年）4月、上海のアメリカ軍事法廷で重労働5年の判決を受け、巣鴨で服役、1950年（昭和25年）1月に釈放された。
大佐時代から緑内障を患い、片眼を摘出。もう片方の眼も第13軍司令官時代の末期ごろから次第に視力を失い、晩年には完全に失明した。しかし、可能な限り読書に励み、テープを聞き、常に国内外の政治・軍事情勢の把握に努めた。また、70歳で点字を修得し、NHK番組に出演する程度に達した。
1980年（昭和55年）12月1日死去、享年93。墓所は多磨霊園(4-1-26-2)。

## 栄典
外国勲章佩用允許
- 1941年（昭和16年）12月9日 - 満州帝国：建国神廟創建記念章[1]

## 親族
- 兄 沢田亀良（陸軍大尉）
- 長男 沢田允茂（哲学者）
- 義父 佐藤祐次（陸軍少将）
- 娘婿 飯村繁（陸軍少佐）

## 著作
- 森松俊夫編『参謀次長 沢田茂回想録』芙蓉書房、1982年。